# Doclin
Doclin è un comune della Romania di 2043 abitanti, ubicato nel distretto di Caraș-Severin, nella regione storica del Banato.
Il comune è formato dall'unione di 3 villaggi: Biniș, Doclin, Tirol.